# Mutsjeslichtmot
Mutsjeslichtmot (Acrobasis advenella) (voorheen geplaatst in geslachten Trachycera en Numonia) is een nachtvlinder uit de familie Pyralidae, de snuitmotten. De spanwijdte van de vlinder bedraagt tussen de 19 en 24 millimeter. De soort overwintert als rups.

## Waardplanten
De mutsjeslichtmot heeft meidoorn en soms wilde lijsterbes als waardplanten.

## Voorkomen in Nederland en België
De mutsjeslichtmot is in Nederland vrij algemeen en in België een minder algemene soort. De soort kent één generatie die vliegt in juli en augustus.